# タブン (ウイグル人)
タブン（モンゴル語: Tabun、? - 1243年）は、モンゴル帝国に仕えたウイグル人の一人。『元史』における漢字表記は塔本(tǎběn)。

## 概要
タブンの父は「国老」を意味する称号を授けられた天山ウイグル王国の重臣で、タブンは鷹揚な人柄から「揚公」とも呼ばれていた。
タブンはチンギス・カンに仕えて各地を転戦し、遼西方面に進出したときには平灤・白霫諸城の攻略に功績を挙げた。軍中で妄りに人殺しをする者が居た時には「国の根本は民であり、殺人は国に何の利益ももたらさない」と述べてやめさせたという。これを聞いたチンギス・カンはタブンを取り立て、金虎符を授けて白霫諸郡に駐屯させた。
その後、タブンは興平に移ったものの、興平は長年にわたる兵乱によって荒廃していた。タブンは現地の不老を呼び出して聞き取りを行い、税を薄くして生活を安定させ、700戸しかなかった人口を1・2年の内に1万戸近くに増加させた。1234年（甲午）には李仙・趙小哥らが起こした乱を鎮圧している。
1243年（癸卯）に病で亡くなり、息子のアルキシュ・テムルが後を継いだ。